# Madonna del Roseto (Domenico Veneziano)
La Madonna del Roseto è un dipinto tempera su tavola (80,8x53,2 cm) di Domenico Veneziano, databile al 1432-1437 circa e conservato nel Museo nazionale d'arte della Romania a Bucarest.

## Descrizione e stile
L'opera è di solito datata alla fase della prima maturità dell'artista a Firenze, tra il 1432, ipotetica data del rientro da Roma, e il 1437, data degli affreschi perduti in palazzo Baglioni a Perugia, vicina ad altri lavori come la Madonna Berenson.
Su una sedia di tipo "Savonarola" e sullo sfondo di un roseto (motivo tipico della cultura tardogotica dell'Italia settentrionale), Maria, col Bambino in piedi sulle ginocchia, piega la mano destra per cogliere un fiore, suo tradizionale attributo. I colori bianco e rosa delle infiorescenze sottolineano rispettivamente la verginità di Maria e la prefigurazione del sangue della Passione di Gesù. La figura di Maria mostra una maggiore accentuazione plastica delle forme rispetto a opere precedenti, che farebbero pensare a un'influenza più sentita di Masaccio e di Donatello. 
Wohl ha notato come l'iconografia del roseto sia ben più diffusa in Umbria che a Firenze, postdatando l'opera al soggiorno perugino del pittore, verso il 1437-1438. 